# Джейкоб Вайнер
Дже́йкоб Ва́йнер (Джейкоб Вінер; англ. Jacob Viner, 3 травня 1892, Монреаль, Канада — 12 вересня 1970, Принстон, США) — американський економіст канадського походження, професор, член-кореспондент Британської академії. Нагороджений медаллю Френсіса Уокера в 1962 році.

## Біографія
Народився в 1892 році в Монреалі в єврейській родині емігрантів з Німеччини.
Ступінь бакалавра отримав в 1914 році в Університеті Макгілла. У 1915 році вступив до аспірантури Гарвардського університету, де отримав докторський ступінь. Викладав в Чиказькому та Принстонському університетах.
Був помірним прихильником вільного ринку, критикував погляди Дж. М. Кейнса, але вважав, що демократія має першість перед вимогами економічної теорії, і якщо суспільство хоче регулювання, то економісти повинні думати про те, як його краще здійснювати, так як задоволення подібних вимог надає економічній системі стабільність.
Його праці в галузі теорії витрат і виробництва, міжнародних економічних відносин та історії економічної думки були високо оцінені. Він опублікував численні статті про теорію цін і витрат, згодом зібрані у The «Long View and the Short» (1931). Перші роботи Вайнера стосувались зовнішньої торгівлі (з посиланням на рикардійську традицію) і містили тези про лібералізм торгівлі, в тому числі побудова митних союзів та територій єдиного ринку.
У 1934—1939 роках радник міністра фінансів США Генрі Моргентау, був поборником бюджетного дефіциту і збільшення державних витрат як засобу боротьби з депресією. В одній публікації 1935 року про Вайнера писали:
|  | Головна людина в мозковому тресті Міністерства фінансів, невисокий і рудий, пишається тим, що не тримається залізною хваткою ні за одну теорію, не належить ні до однієї економічної школи і ніколи не втрачав вміння швидко і правильно змінювати курс при будь-якому вітрі |

Був президентом Американської економічної спілки в 1939 році, член-кореспондентом Британської академії з 1953 року.

## Внесок в науку
У статті «Концепція корисності в теорії цінності і її критики» аналізує проблеми формування теорії граничної корисності, а також аспекти застосування концепції корисності в економіці добробуту.

## Нагороди
Хоча Вайнер не став Нобелівським лауреатом, в 1962 році він був нагороджений престижним орденом Френсіса А. Уокера Американською економічною спілкою — еквівалентом Нобелівської премії в області економіки до 1969 року. 
За свої досягнення був нагороджений:
- 1962 — медаль Френсіса Уокера від Американської економічної асоціації.

## Твори

### Роботи Джейкоба Вайнера
- Винер Дж. Концепция полезности в теории ценности и её критики [Архівовано 30 липня 2014 у Wayback Machine.]// Вехи экономической мысли. Т. 1. Теория потребительского поведения и спроса / Под ред. В. М. Гальперина — СПб.: Экономическая школа, 2000. — С. 78−116 — 380 с. — ISBN 5-900428-48-6 (англ. The Utility Concept in Value Theory and its Critics, 1925).
- Вайнер Дж. Кривые затрат и кривые предложения [Архівовано 12 червня 2021 у Wayback Machine.] // Вехи экономической мысли. Т. 2. Теория фирмы / Под ред. В. М. Гальперина — СПб.: Экономическая школа, 1995. — С. 94−133. — 534с. — ISBN 5-900428-18-4 (англ. Costs Curves and Supply Curves, 1931).
- Винер Я. Проблема таможенного союза // Вехи экономической мысли. Т. 6. Международная экономика / под ред. А. П. Киреева. — М.: ТЕИС, 2006. — С. 696−705 — ISBN 5-7598-0439-1.
- Деякі проблеми логічного методу в політичній економії, 1917, JPE
- Цінова політика: визначення ринкової ціни «, 1921 рік.
- Демпінг: проблема міжнародної торгівлі, 1923 рік.
- Баланс міжнародної заборгованості Канади: 1900—1913, 1924.
- Адам Сміт і Laissez-faire», 1927, JPE
- Сучасний стан та майбутні перспективи кількісної економіки ", 1928, AER
- Поведінка ціни Міллса ", 1929, QJE
- Доктрина порівняльних витрат ", 1932, WWA
- Інфляція як можливий засіб від депресії ", 1933, Праці Інституту громадських справ Університету Грузії
- Містер Кейнс і причини безробіття ", 1936, QJE.
- Дослідження з теорії міжнародної торгівлі, 1937 рік.
- Економіка Маршалла у зв'язку з людиною та її часами ", 1941, AER
- Торгові відносини між вільним ринком та контрольованими економіками, 1943.
- Міжнародні відносини між контрольованими державою національними економіками ", 1944, AER.
- Перспективи зовнішньої торгівлі у повоєнному світі ", 1946, Манчестерське статистичне товариство.
- Влада проти достатку як цілі зовнішньої політики у XVII—XVIII століттях ", 1948, Світова політика
- Бентам і Дж. Мілль: утилітарне тло ", 1949, AER
- Випуск Митного союзу, 1950 рік.
- Скромна пропозиція щодо певного акценту на стипендії в аспірантурі, 1950 рік.
- Міжнародна економіка, 1951.
- Міжнародна торгівля та економічний розвиток, 1952 рік.
- Огляд історії економічного аналізу Шумпетера «, 1954, AER
- `Мода в економічній думці», 1957 р., Звіт 6-ї конференції випускників Прінстонського університету
- Теорія міжнародної торгівлі та її актуальність сьогодні ", 1955, Економіка та державна політика
- Довгий погляд і коротке: дослідження економічної теорії, 1958.
- Стабільність і прогрес: проблема бідніших країн ", 1958, Гаага, редактор, Стабільність і прогрес у світовій економіці
- П'ять лекцій з економіки та свободи, 1959 (Лекції Вабаша, паб. 1991)
- Інтелектуальна історія Laissez-Faire ", 1960, J Law Econ
- Гаєк про свободу і примус ", 1960 р., Southern EJ
- Відносний достаток факторів та міжнародна торгівля ", 1962 р., Indian EJ
- Необхідний і бажаний діапазон дискреції, який слід дозволити грошовому органу «, 1962 р., Йегер, редактор» У пошуках валютної конституції"
- Прогресивний індивідуалізм як первородний гріх ", 1963, Canadian J of Econ & Poli Sci
- Ранні листи Джона Стюарта Мілля, 1963, Університет Торонто, квартал
- Економіст в історії ", 1963, AER
- Сполучені Штати як держава добробуту ", 1963, in Higgenbotham, редактор, Людина, наука, навчання та освіта
- Проблеми монетарного контролю, 1964.
- Прокоментуйте мій огляд Кейнса за 1936 рік ", 1964, in Lekachman, редактор, Загальна теорія Кейнса
- Вступ ", у J. Rae, Життя Адама Сміта, 1965.
- Адам Сміт ", 1968, in Sills, редактор, Міжнародна енциклопедія соціальних наук
- Меркантилістська думка ", 1968, in Sills, редактор, Міжнародна енциклопедія соціальних наук
- Економічний статус людини ", 1968 р., in Clifford, редактор, "Громадство проти суспільства у Великій Британії вісімнадцятого століття".
- Сатира та економіка в епоху сатири Августа ", 1970, in Miller et al, редактори, The Augustan Milieu
- Роль Провидіння в соціальному порядку, 1972.
- Релігійна думка та економічне товариство, 1978.
- Нариси з інтелектуальної історії економіки, 1991 рік.